# Johann Wilhelm Jürgens
Johann Wilhelm Jürgens (* 14. April 1845 in Lübeck; † 4. März 1906 in Wiesbaden) war ein deutscher Landschaftsmaler und Radierer.

## Leben
Jürgens wurde am 18. Mai 1845 in Lübeck getauft. Seine Eltern waren der Lübecker Bürger und Kaufmann Johann Wilhelm Jürgens (1816–1888) und dessen erste Ehefrau Catharina Maria Elisabeth, geborene Karck (1825–1879). Johann Wilhelm Jürgens war zunächst als Landwirt tätig. 1871 kaufte er das Lübsche Gut Karlshof, wo er ein neues Gutshaus im Villenstil errichten ließ. Erst spät, ab 1879, studierte er an der Großherzoglich-Sächsischen Kunstschule Weimar bei Albert Brendel und Theodor Hagen. Er war in Lübeck als Radierer und Landschaftsmaler tätig – so in Gothmund – und ab 1886 auf den Ausstellungen der Berliner Akademie, im Münchner Glaspalast, in Hamburg und in Lübeck vertreten. Er lebte seit 1889 wieder in Lübeck, wo er sich in der Friedrich-Wilhelm-Straße 9 ein Haus erbauen ließ. In Wiesbaden gestorben, wurde Johann Wilhelm Jürgens am 9. März 1906 auf dem Lübecker Burgtorfriedhof, Quartier St. Aegidien, beigesetzt.
Jürgens heiratete am 4. April 1873 in St. Jacobi zu Lübeck Clara Prien (1853–1939). Aus dieser Ehe entstammte der Sohn Hermann Carl Wilhelm Jürgens (1875–1922).